# Mackinlayaceae
Mackinlayaceae é o nome botânico de uma família de plantas dicotiledóneas.
No sistema de Cronquist esta família não existe: são incluidas na família Araliaceae.
No sistema APG II (2003), a família é composta por 6 géneros.
O APWebsite [20 dez 2006] não aceita esta família, colocando os membros numa subfamília, Mackinlayoideae, dentro da família Umbelliferae (Apiaceae)